# Открытый чемпионат Орлеана по теннису
Открытый чемпионат Орлеана — мужской международный теннисный турнир, проходящий в Орлеане (Франция) в сентябре на крытых хардовых кортах. С 2005 года турнир относится к категории ATP Challenger, с призовым фондом около 106 тысяч евро и турнирной сеткой, рассчитанной на 32 участника в одиночном разряде и 16 пар.

## Общая информация
Орлеанское соревнование организовано совместными усилиями ФФТ и ATP накануне сезона-2005. Сроками проведения турнира была выбрана первая половина сентября: между US Open и уик-эндом Кубка Дэвиса.
В дальнейшем, при реформе календаря ATP, орлеанский турнир был сдвинут на октябрь, а его прежнее место в календаре заняло новое соревнование в Сен-Реми-де-Прованс.
Победители и финалисты
Рекордсменом одиночного турнира является француз Николя Маю. пять раз игравший в матче за титул и дважды его выигравший. По два раза играли в финале бельгиец Оливье Рохус и ещё один француз — Микаэль Льодра.
В парном турнире также никому не удалось выиграть соревнование более двух раз: этот рубеж покорился французам Пьеру Эрберу и Николя Ренавану. Также дважды в решающем матче играли ещё три француза: Николя Маю, Себастьян Грожан и Грегори Карра.
Единственным теннисистом из бывшего СССР, добравшимся до финала в Орлеане является украинец Сергей Стаховский, дважды выигрывавший орлеанский турнир в паре и один раз побеждавший в одиночном разряде.

## Финалы прошлых лет
| Год  | Чемпион           | Финалист         | Счёт              |
| ---- | ----------------- | ---------------- | ----------------- |
| 2014 | Сергей Стаховский | Томас Беллуччи   | 6-2 7-5           |
| 2013 | Радек Штепанек    | Леонардо Майер   | 6-3 6-4           |
| 2012 | Давид Гоффен      | Рубен Бемельманс | 6-4 3-6 6-3       |
| 2011 | Микаэль Льодра    | Арно Клеман      | 7-5 6-1           |
| 2010 | Николя Маю (2)    | Григор Димитров  | 2-6 7-6(6) 7-6(4) |
| 2009 | Ксавье Малисс     | Стефан Робер     | 6-1 6-2           |
| 2008 | Николя Маю        | Кристоф Рохус    | 5-7 6-1 7-6(2)    |
| 2007 | Оливье Рохус (2)  | Николя Маю       | 6-4 6-4           |
| 2006 | Оливье Рохус      | Микаэль Льодра   | 7-6(0) 7-6(6)     |
| 2005 | Сирил Солнье      | Николя Маю       | 6-3 6-4           |

| Год  | Чемпионы                             | Финалисты                           | Счёт              |
| ---- | ------------------------------------ | ----------------------------------- | ----------------- |
| 2014 | Томас Беллуччи Андре Са              | Джеймс Серретани Андреас Сильестрём | 5-7 6-4 [10-8]    |
| 2013 | Илья Марченко Сергей Стаховский (2)  | Ричардас Беранкис Франко Шкугор     | 7-5 6-3           |
| 2012 | Лукаш Длоуги Жиль Мюллер             | Ксавье Малисс Кен Скупски           | 6-2 6-7(5) [10-7] |
| 2011 | Пьер-Юг Эрбер (2) Николя Ренаван (2) | Давид Шкох Симоне Ваньоцци          | 7-5 6-3           |
| 2010 | Пьер-Юг Эрбер Николя Ренаван         | Себастьян Грожан Николя Маю         | 7-6(3) 1-6 [10-6] |
| 2009 | Колин Флеминг Кен Скупски            | Себастьян Грожан Оливье Патьянс     | 6-1 6-1           |
| 2008 | Сергей Стаховский Ловро Зовко        | Жан-Клод Шеррер Игорь Зеленай       | 7-6(7) 6-4        |
| 2007 | Джеймс Серретани Франк Мозер         | Томаш Беднарек Михал Пшисенжний     | 6-1 7-6(2)        |
| 2006 | Грегори Карра Дик Норман             | Жером Энель Жан-Рене Лиснар         | 7-6(6) 6-1        |
| 2005 | Жюльен Беннето Николя Маю            | Грегори Карра Антони Дюпуи          | 3-6 6-4 6-2       |